# Tribes Hill
Tribes Hill – jednostka osadnicza w Stanach Zjednoczonych, w stanie Nowy Jork, w hrabstwie Montgomery.